# The Final Payment (film 1917)
The Final Payment è un film muto del 1917 scritto e diretto da Frank Powell.

## Trama
Nicola e Alfredo sono due pescatori, grandi amici fin dall'infanzia. Ma diventano acerrimi rivali quando entrambi si innamorano di Nina che accetta la corte di Cesare. Una notte, ubriaco, Nicola minaccia di denunciare un altro pescatore, Alfredo, di usare la dinamite per la pesca. Alfredo lo uccide ma dell'omicidio viene incolpato Cesare che, processato, viene impiccato. L'unica a conoscere la verità è Marie, una giovane che, tacendo, crede di poter diventare la moglie di Alfredo. Questi, però, vuole invece la sorella minore di Nina, Rose, che riesce ad attirare sulla sua barca. Nina, venuta a sapere la verità, li sorprende e, nel corso della lotta, una lampada che si ribalta provoca un incendio in cui, tra le fiamme, perisce l'assassino.

## Produzione
Il film fu prodotto dalla Fox Film Corporation. La sinossi inclusa nel copyright segnalava che il titolo originale della storia era Nannina.

## Distribuzione
Distribuito dalla Fox Film Corporation, il film uscì nelle sale cinematografiche USA il 21 maggio 1917.